# Lublin R-XIII
Le Lublin R-XIII était un avion de coopération de l'armée de l'air polonaise conçu pour des missions d'observation et de liaison dans les années 1930 par le constructeur Lublin (en) dans l'usine Plage i Laśkiewicz de la ville de Lublin. Il fut le principal appareil utilisé en tant qu'avion de coopération lors de l'invasion de la Pologne en 1939. Sa variante, le Lublin R-XIV, était un avion d'entraînement militaire.

## Conception et développement
En 1927, les autorités de l'aviation polonaise annoncèrent un concours pour un avion de coopération de l'armée (en) (en polonais : samolot towarzyszący, littéralement : « avion d'accompagnement »). Dans la doctrine polonaise, il s'agissait d'un avion de reconnaissance rapprochée, d'observation et de liaison, opérant occasionnellement depuis des aérodromes, fournissant aux grandes unités terrestres de l'armée des informations sur l'ennemi. L'usine d'état PZL proposait le PZL Ł.2, construit en une série de 25 appareils, tandis que l'usine privée Plage i Laśkiewicz, de Lublin, proposait le Lublin R-X, conçu par Jerzy Rudlicki. Celui-ci vola le 1er février 1929. Cinq avions furent construits pour la force aérienne en tant que R-Xa, et l'un a été construit comme un avion sport à longue-distance. Le troisième concurrent était le PWS-5t2 (en).
Le concours fut remporté par le R-Xa, ayant la plus courte distance au décollage et à l'atterrissage, et de bonnes performances, mais l'usine demanda à développer encore le design. À cette époque, Rudlicki travaillait sur un avion d'entraînement le R-XIV et un avion d'observation le R-XV. Les deux nouveaux designs se basaient sur la construction du R-X. Le chiffre XIII avait été initialement omis dans les désignations comme «malchanceux». En février 1930, la force aérienne polonaise commanda 15 R-XIV. Le premier avion de la série fut construit en juin 1930, sans prototype, et tous furent livrés en juillet 1931. Le R-XIV était un avion biplace, à aile parasol, avec un moteur en étoile de 220 ch et un train d'atterrissage fixe. L'équipage était assis dans des cabines ouvertes en tandem. Le R-XV n'a pas été commandé, mais la force aérienne exigeait plutôt que deux R-XIV devraient être armés de mitrailleuses pour l'observateur, pour les tests. Ainsi armé, le R-XIV, monté également avec d'autres modifications mineures, notamment une forme modifiée de la queue, est devenu le premier prototype de l'avion de coopération de l'armée, qui a reçu la désignation de Lublin R-XIII.
Le 21 juillet 1931, 50 avions R-XIII furent commandés. Les première série de 30 furent désignés R-XIIIA, les 20 prochains étaient les R-XIIIB. Les deux variantes diffèrent principalement dans un type d'anneau de montage des mitrailleuses. La première série R-XIII fut construite le 7 juin 1932. Le 11 mars 1933, tous furent livrés à l'armée de l'air.
En 1932, près de 170 avions furent commandés. 48 ont été construits dans la variante R-XIIIC avec des modifications mineures, puis 95 autres ont été construits dans une variante plus nombreuses, le R-XIIID. Il introduit des changements visibles, comme un anneau Townend sur un moteur en étoile, et un nouveau capot moteur. Il avait aussi un nouveau type d'anneau pour les mitrailleuses montées. Le premier R-XIIID a été testé en février 1933. Tous les avions furent livrés à la force aérienne le 2 mars 1935. Lors des réparations les anciens modèles A, B et C ont été modifiés au standard du R-XIIID.

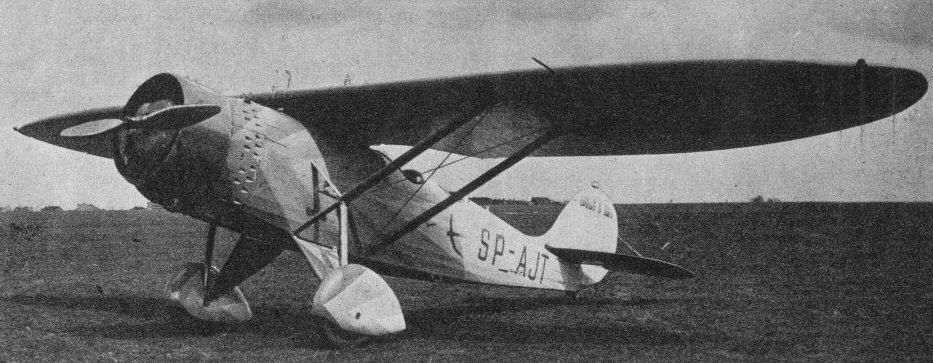
Lublin R-XIIIDr

En 1933, Jerzy Rudlicki proposa un nouveau design, le R-XXI, pour un nouveau concours pour le successeur du R-XIII, mais il n'a pas été accepté (le concours fut remporté par le RWD-14 Czapla). Toutefois, certaines fonctionnalités du R-XXI, comme un fuselage plus élevé et arrondi de la coupe transversale et le changement de la forme de la queue caudale, se trouvaient dans les dernières variantes du R-XIII. Un seul prototype du R-XIIIE fut construit en 1934, équipé d'un moteur plus puissant de 360 ch Gnome et Rhône 7K (en) Titan, mais il n'a pas été produit. Une autre variante le R-XIIIF comprenait un nouveau moteur, de conception polonaise, Skoda G-1620A Mors-I de 340 ch. Il n'avait pas d'anneau Townend sur les cylindres du moteur en étoile. Après un prototype (no.56.101), une série de 50 R-XIIIF furent commandés en 1934. Après que sept avions furent livrés, les autorités de l'aviation polonaise refusèrent d'acheter les 18 avions presque complétés, car le gouvernement planifiait de nationaliser toute l'industrie aéronautique en Pologne. En conséquence, l'usine Plage i Laśkiewicz a fait faillite à la fin de 1935, et il était le prochain nationalisé sous le nom LWS (en polonais : Lubelska Wytwórnia Samolotów - Usine d'aviation de Lublin). Puis, 18 R-XIIIF, furent achetés au prix de la ferraille, furent complétés, et la prochaine série de 32 fut construite. Tous les R-XIIIF furent livrés à l'armée de l'air en 1938. Cependant, seulement 26 d'entre eux ont été réalisés avec des moteurs Mors (et principalement utilisé pour la liaison ou l'entraînement), tandis que 32 avaient des moteurs standard Wright de 220 ch, abaissant leur performance au niveau du R-XIIID.

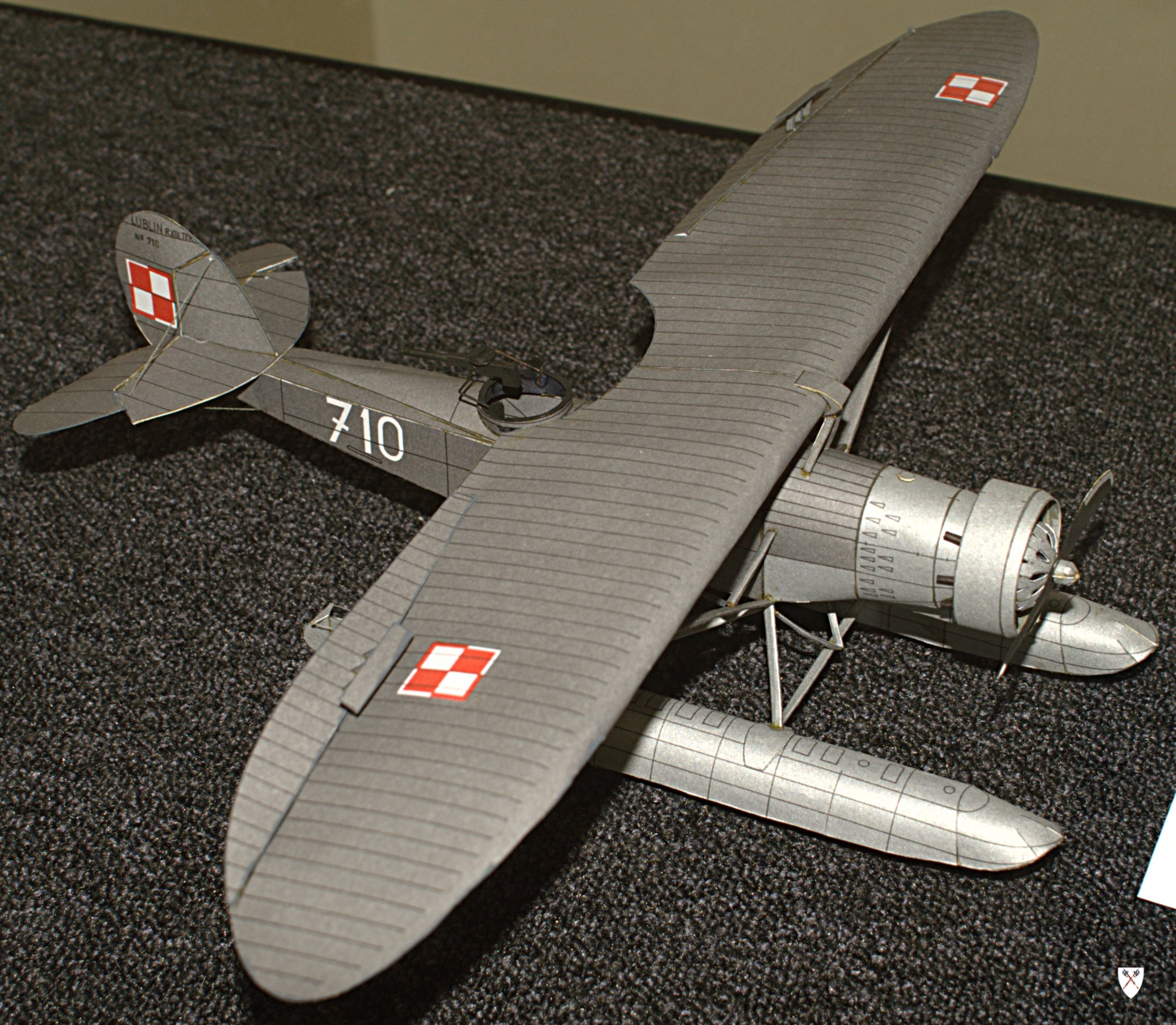
Modèle R-XIII ter/hydro au Pomorskie Muzeum Wojskowe.

En 1931, un R-XIV fut testé sur des flotteurs, comme un hydravion. Puisque les tests se passent bien, la marine polonaise le désigna le R-XIII bis/hydro et commanda les trois prochains (nos. 700-703). En 1933, la marine commanda 10 R-XIII ter/hydro, qui était une variante d'un hydravion du R-XIIID (nos.704-713). Enfin, en 1934 la marine acheta 6 hydravions R-XIIIG, différant dans le détail d'une variante précédente - entre autres, une hélice en métal (nos.714-720). Ils ont été livrés en avril 1935. Toutes les variantes peuvent également être convertis facilement avec un train d'atterrissage à roues.
En 1933, un R-XIIIB fut converti en avion de sport de longue distance, le R-XIIIDr, nommé Błękitny Ptak (« L'Oiseau bleu »), destiné à un vol à destination de l'Australie, mais il s'écrasa en 1935 au Siam. Il était piloté par Stanisław Karpiński. Plusieurs avions furent convertis à celle de l'avion civil de sport, utilisé par les aéro-clubs polonais.
12 R-XIII furent convertis pour l'entraînement au vol aux instruments, le R-XIIIt en 1934, avec une cabine plus haute fermée pour l'entraînement. Certains ont été convertis en simple avion de liaison, sans armement et monté d'un pare-brise pour la seconde cabine. Plusieurs R-XIII furent utilisés pour remorquer des planeurs, en utilisant un cadre spécial avec un crochet, attaché à un fuselage.
Le prototype du R-XIII fut transformé en 1932 pour une variante expérimentale le R-XIX, avec un empennage en V du concepteur Rudlicki, mais il n'a pas été accepté par les autorités, malgré le fait qu'il avait un meilleur champ de tir pour la mitrailleuse.
Au total, 15 R-XIV et 273 R-XIII furent construits, incluant les 20 hydravions.

## Historique
Lors de l'invasion de la Pologne débutant le 1er septembre 1939, treize hydravions R.XIIIG de la Division aéronavale ont pu opérer depuis Jurata jusqu'à ce qu'ils soient détruits par un raid aérien allemand le 8 septembre.
Dans la nuit du 7 au 8 septembre, Albert Forster décide d'organiser un défilé de la victoire aux flambeaux à Dantzig pour célébrer la chute de Westerplatte. Le Reichsführer-SS Heinrich Himmler était présent. Un hydravion R.XIIIG, qui a décollé depuis le rivage près de la péninsule de Hel, avait été envoyé pour bombarder de nuit le SMS Schleswig-Holstein mais a été attiré par la lumière et le bruit de la parade et a réussi à s'approcher à une hauteur de 400 m. Les deux aviateurs de la marine polonaise ont largué six bombes de 12,5 kg sur le défilé, puis l'ont mitraillé avec sa mitrailleuse avant de repartir. Les pertes allemandes sont probablement légères en raison de la petite taille des bombes.

## Source
- (en) Cet article est partiellement ou en totalité issu de l’article de Wikipédia en anglais intitulé « Lublin R-XIII » (voir la liste des auteurs).

## Autres lectures
- Jerzy B. Cynk, Le Lublin R-XIII: le cheval de trait de l'armée polonaise (1), revue Le Fana de l'aviation no.191, oct. 1985.
- Jerzy B. Cynk, Le Lublin R-XIII: le cheval de trait de l'armée polonaise (2), revue Le Fana de l'aviation no.192, novembre 1985.
- Jerzy B. Cynk, Le Lublin R-XIII: le cheval de trait de l'armée polonaise (3), revue Le Fana de l'aviation no.193, décembre 1985.